# 커뮤니티아메리카 볼파크
커뮤니티아메리카 볼파크(CommunityAmerica Ballpark)은 미국의 다목적 경기장이다. 캔자스주 캔자스시티에 위치하고 있으며 과거 MLS 캔자스시티 위저즈의 홈 경기장이다.